# Такамагахара
Такамагахара (高天原, „Чистина високог раја“) је место у јапанској митологији. У шинтоизму је Такамагахара (или Такама но Хара) пребивалиште небеских богова (амацуками). Сматра се да је повезан са земљаним мостом Ама-но-уки-хаши ("Лебдећи небески мост").
У Шинту, аме (небо) је узвишени, свети свет, дом Котоамацуками. Неки научници покушали су да објасне мит о пореклу богова из Такамагахаре као алегорију миграције народа. Међутим, вероватно се од почетка упућивао на виши свет у религиозном смислу. Шинто мит објашњава да су се у време стварања светли, чисти елементи одвојили да постану рај (аме). Тешки, мутни елементи разгранати су се како би постали земља (цучи). Аме је постао дом амацукамија или богова неба, док је цучи постао дом куницукамија или богова земље. Кажу се да су амацуками сишли с неба да умире и усаврше овај свет.